# Taxonomie van Romiszowski
De taxonomie van Romiszowski is een indeling gebaseerd op een onderscheid tussen kennis en vaardigheden.
Onder kennis verstaat Romiszowski "informatie opgeslagen in de hersenen".
Onder vaardigheden verstaat Romiszowski "acties die een persoon uitvoert om een bepaald doel te bereiken".
Binnen de taxonomie van Romiszowski wordt de volgende indeling gehanteerd:
- (F) feitelijke kennis, zoals: herinneren of herkennen.
- (B begripsmatige kennis) betreft het inzicht, grensbepalingen.
- (R) reproductieve vaardigheden, zoals eenvoudige activiteiten en standaardprocedures.
- (P) productieve vaardigheden, het geleerde toepassen in nieuwe situaties.

Kennis wordt door Romiszowski opgesplitst in feitelijke kennis en begripsmatige kennis:
- Feitelijke kennis: in de zin van herinneren of herkennen. Deze kennis kan in twee categorieën geclassificeerd worden, namelijk in feiten (Ff) en in procedures (Fp).
- Begripsmatige kennis: kennis op basis van inzicht. Het gaat hier om eigenschappen of denkbeelden die voorbeelden en tegenvoorbeelden verlangen om hun grens te bepalen. Men kan een onderscheid maken in begrippen (Bb) en principes (Bp).

Vaardigheden worden in vier domeinen onderverdeeld:
- Cognitieve vaardigheden (het denken): intellectuele vaardigheden zoals analyseren, hoofd- en bijzaken kunnen onderscheiden, schematiseren (Rc of Pc).
- Reactieve vaardigheden (het reageren): gevoelens, attitudes, waarden; kortom het reageren op mensen, gebeurtenissen en objecten (Rr of Pr) .
- Psychomotorische vaardigheden (het handelen): lichamelijke vaardigheden als lopen, ruiken, zien, enzovoorts (Rpm of Ppm).
- Interactieve vaardigheden (het communiceren): interpersoonlijke vaardigheden zoals het vermogen tot communicatie, samenwerking (Ri of Pi).